# مايكل رول
مايكل رول (30 أكتوبر 1976 في ليون) (بالإنجليزية: Mickaël Rol)‏ لاعب كرة قدم فرنسي يلعب حاليا لصالح نادي الدرجة الوطنية كروا سافوا .

## روابط خارجية
- مايكل رول على موقع قاعدة بيانات كرة القدم.إي يو (الإنجليزية)
- مايكل رول على موقع ليكيب (الفرنسية)